# Arja Koriseva

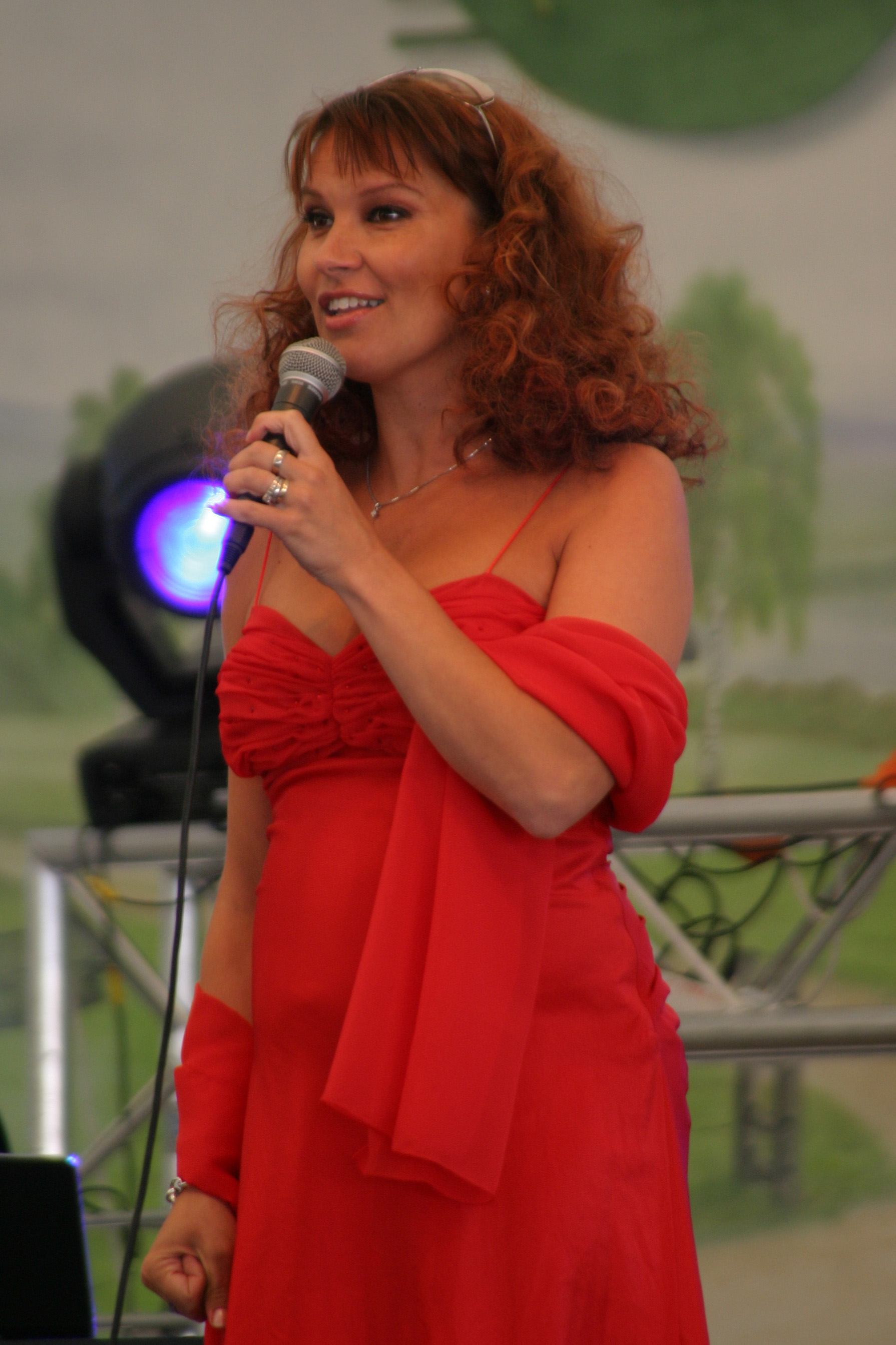
Arja Koriseva 2006

Arja Sinikka Koriseva (* 21. April 1965 in Toivakka bei Jyväskylä) ist eine finnische Sängerin. Sie wurde als Tango-Sängerin bekannt; heute umfasst ihr Repertoire Evergreens, finnischen Pop und geistliche Musik.

## Leben
Arja Koriseva entstammt einer musikalischen Familie. Ihre Eltern waren beide im Kirchenchor aktiv, der Harmonikka-Spieler Erkki Friman ist Arjas Onkel. Arja und ihre Schwester Eija spielten mit der Gruppe Peräkyla Boys ab 1978 in Jugendherbergen, Ferienlagern, Restaurants und ähnlichen Orten. Als sich die Gruppe auflöste, wurden Eija und Arja Mitglieder der Gruppe Kastanja.
Im Jahr 1983 ging Arja Koriseva an die Jyväskylä Polytechnic, das Musikkonservatorium Zentralfinnlands, um dort Gesang zu studieren. Im folgenden Jahr wurde Kastanja die Begleitband für die Sängerin Marjo-Riitta Nieminen alias Marjorie. Arja setzte ihre Ausbildung fort und ging 1985 an das Hämeenlinna-College, an dem sie sich bis 1989 als Lehrerin für Finnisch und Sport ausbilden ließ. Im Jahr ihres Abschlusses nahm sie als Sängerin am Tangomarkkinat, dem ältesten Tango-Festival der Welt teil, den sie gewann und der der Beginn ihrer Karriere als Sängerin wurde. Es folgten zahlreiche Alben und Tourneen, die sie nicht nur durch Finnland, sondern auch nach Kanada, Australien, Jordanien, Großbritannien und die Schweiz führten. Mit dem belgischen Sänger Helmut Lotti nahm sie 2001 das Duett „All My Life: Näkemiin“ für die finnische Version seines Albums „Helmut Lotti goes Classic III“ auf.
In den Jahren 1991, 1992, 1993 und 2004 nahm Arja Koriseva am nationalen Vorentscheid für den Eurovision Song Contest teil, gewann aber nie. Im Jahr 2000 trat sie als Eliza im Musical „My Fair Lady“ auf, von 2005 bis 2006 übernahm sie die Rolle der Maria im Musical The Sound of Music. Auch als Synchronsprecherin war sie tätig, so lieh sie der Figur „Pocahontas“ in der finnischen Übersetzung ihre Stimme.

## Auszeichnungen
- 1989: Tango Queen
- 1991: Weiße Rose – „Female solo artist of the year“
- 1991: Emma – „Female solo artist of the year“
- 1991: Dean Martin Boozing Society – „Entertainer of the year“
- 1992: World Music Awards Monte-Carlo „Best selling artist of the year“
- 2004: Kullervo Foundation
- 2006: Tango Finlandia

## Diskografie

### Alben
| Jahr | Titel                   | Höchstplatzierung, Gesamtwochen, AuszeichnungChartsChartplatzierungen (Jahr, Titel, Platzierungen, Wochen, Auszeichnungen, Anmerkungen) | Anmerkungen                            |
| Jahr | Titel                   | FI | Anmerkungen                            |
| ---- | ----------------------- | --- | -------------------------------------- |
| 1995 | Rakastunut nainen       | FI19 Gold · (10 Wo.)FI |                                        |
| 1996 | Tango Illusion          | FI15 (5 Wo.)FI | Erstveröffentlichung: 10. Oktober 1996 |
| 1997 | Mieli maailmoja juoksee | FI23 (2 Wo.)FI | Erstveröffentlichung: 5. Juni 1997     |
| 1998 | Pieni kultainen avain   | FI33 (1 Wo.)FI | Erstveröffentlichung: 19. August 1998  |
| 2001 | Kuuntelitko sydäntäs    | FI26 (3 Wo.)FI |                                        |
| 2003 | Nauran ja rakastan      | FI9 (3 Wo.)FI | Erstveröffentlichung: 23. Mai 2003     |

Weitere Alben
- Tangokuningatar (mit Risto Nevala; 1989, FI: Platin)
- Arja Koriseva (1990, FI: ×2Doppelplatin )
- Me kaksi vain (1991, FI: Platin)
- Saa joulu aikaan sen (1991, FI: Platin)
- Kun ilta saapuu kaupunkiin (1992, FI: Gold)
- Naisten tie (1992, FI: Gold)
- Yö on hellä (mit Tapani Kansa; 1997)
- Joulu joka päivä (2002)
- Kun aika on (2007)
- Minä taistelen (2009)
- Rakkaudesta jouluun (2011)
- Kirkossa (2012)
- Joulukirkossa (2012)
- Majakanvartijat (2019)

### Singles (Auswahl)
- Kuningaskobra/Sua ilman rakkain (1990)
- Taakse taivaanrannan/Lähde pois (1991)
- Kun ilta saapuu kaupunkiin/Meitä on nyt kaksi (1992)
- Vain taivas yksin tietää, Huomiseen/Hymy vain (1993)
- Kai virheen tein/Rakkaus saa mut muuttumaan (1994)
- Et saa mua unohtaa (1994)
- Kattojen Primadonna/Anna kätesi (1995)
- Yksin/Tango Illusion (1996)
- Suunnaton kaipaus (1997)
- Rakkaus on ikuinen (1998)
- Kun tyttö rakastuu (1998)
- Hääsunnuntai (1999)
- Kengän kopinaa (2002)
- Nauran ja Rakastan (2003)
- Voitko vain unohtaa (2003)
- Niin (2005)
- Jokainen hetki (2007)
- Minä taistelen (2009)